# Valerijonas
Valerijonas ist ein männlicher Vorname. Er ist die litauische Variante des ursprünglich lateinischen Valerius. 

## Personen
- Valerijonas Kubilius (* 1939), Politiker, Bürgermeister von Kretinga
- Valerijonas Šadreika (1938–1991), Verwaltungsjurist, Rechtsanwalt, Politiker, Mitglied von Seimas
- Valerijonas Valickas, Beamter, Leiter von Zollamt Litauens